# Chah ukrainien
Pour les articles homonymes, voir Chah.

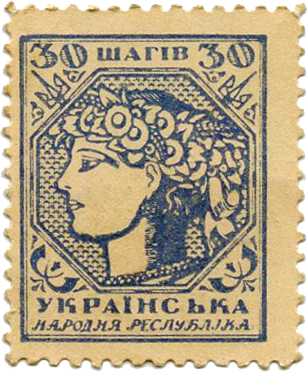
Timbre de 30 chahiv de la République populaire ukrainienne (1918). La jeune femme représentée symbolise la jeune nation ukrainienne.

Le chah (ukrainien : шаг) est la dénomination de plusieurs monnaies qui ont été en circulation en Ukraine. Ce terme dérive de  shilling via chelyag (polonais : szeląg). Au pluriel, on utilise les formes chahy (шаги) de 2 à 4, et chahiv (шагiв) à partir de 5. Ex : 2 chahy, 20 chahiv.
Le 2 septembre 2024, la Banque nationale d'Ukraine a initié le changement du nom des pièces d'échange de «kopiïka» à «сhah» afin de restaurer la justice historique, de promouvoir la dérussisation et de raviver les traditions nationales de l'Ukraine. La Verkhovna Rada d'Ukraine doit prendre une décision sur la mise en circulation d'une nouvelle pièce de monnaie,.

## XVIIe–XIXesiècles
Le terme chah s'appliquait à la pièce d'argent d'une valeur faciale de 3 groschen frappée depuis 1528 et en circulation dans la république des Deux Nations (Pologne-Lituanie) au cours des XVIIe et XVIIIe siècles, en particulier durant le règne de Sigismond III de Pologne. Plus tard, le terme s'appliqua à la pièce russe de 2 kopecks. À partir de 1839, lorsque le comptage en monnaie d'argent fut réinstauré dans l'Empire russe, le terme chah en vint à désigner la pièce d'un demi-kopeck en argent ; il fut usité dans ce sens jusqu'en 1917.

## Début du XXesiècle
En 1917, des billets de banque furent introduits dans l'Ukraine nouvellement indépendante. Ils étaient libellés en chahy, en hryvnia et en karbovanets, une hryvnia équivalant à 100 chahiv ou à un demi-karbovanets.
Au début du XXe siècle, pendant la Première Guerre mondiale, de nombreux pays émirent de la monnaie sous forme de timbres. Il en fut de même dans la république populaire d'Ukraine occidentale et la République populaire ukrainienne. Ces timbres-monnaie y étaient appelés chahivky (шагiвки, pluriel de шагiвка, chahivka). Ils portaient des valeurs faciales de  10, 20, 30, 40 et  50 chahiv.
Les chahivki étaient imprimés sur des feuilles de papier perforées, en raison de la pénurie de métaux, requis par l'effort de guerre. Chaque timbre-monnaie portait sur son avers le symbole ukrainien en forme de trident (tryzub)  et une brève notice indiquant que ces chahivky remplaçaient les pièces de monnaie et que leur usage en tant que timbres-poste était interdit. On peut toutefois en trouver sur certaines enveloppes, du fait de la pénurie criante de « vrais » timbres à l'époque. Le 18 juillet 1918, le gouvernement ukrainien indépendant autorisa les premières émissions de timbres-poste, appelés eux aussi chahivky et portant des motifs quasi identiques.
Les timbres de 10 et 20 chahiv ont été conçus par l'artiste Anton Sereda ; ceux de 30, 40 et 50 chahiv par Heorhiy Narbut, un maître graphiste, président de l'Académie des Arts de Kiev.

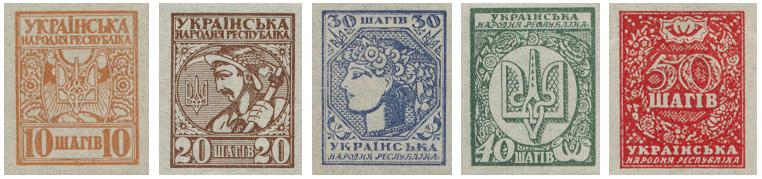
Chahy de 1918, dessinés par Anton Sereda et Heorhiy Narbut.

## Fin du XXesiècle
En 1992, après la dislocation de l'URSS, l'Ukraine à nouveau indépendante put choisir sa propre monnaie ; des pièces de 1 chah et de 50 chahiv furent émises à titre d'essai, mais elles ne furent pas approuvées. C'est le terme numismatique de kopiyka (копійка) qui fut retenu pour la division de la monnaie ukrainienne, bien que ressenti par les nationalistes comme une dénomination russe (kopeyka en russe).

## Sources
1. ↑  (uk) « Відновлення історичної справедливості: Національний банк ініціює зміну назви монети "копійка" на "шаг" », sur Національний банк України (consulté le 2 septembre 2024)
2. ↑  (uk) Радіо Свобода, « «Символ московської окупації»: Нацбанк пропонує змінити назву «копійка» на «шаг» », Радіо Свобода,‎ 2 septembre 2024 (lire en ligne, consulté le 2 septembre 2024)

- (en) Cet article est partiellement ou en totalité issu de l’article de Wikipédia en anglais intitulé « Ukrainian_shah » (voir la liste des auteurs).